# Scutellaria zivari
Scutellaria zivari là một loài thực vật có hoa trong họ Hoa môi. Loài này được Akhmed-zade miêu tả khoa học đầu tiên năm 1980.